# Phlegetonia subviolescens
Phlegetonia subviolescens är en fjärilsart som beskrevs av Pierre E.L. Viette 1958. Phlegetonia subviolescens ingår i släktet Phlegetonia och familjen nattflyn. Inga underarter finns listade i Catalogue of Life.